# Torre Ikon
La Torre Ikon es un rascacielos situado zona norte de Valencia, frente a la Torre Hilton y cerca del Nuevo Mestalla.

## Historia
El edificio fue anunciado en 2004 bajo el nombre de Columbia 30, gemelo residencial de la Torre Hilton. El proyecto fue abandonado con la crisis. En febrero de 2018, la inmobiliaria Kronos Homes anuncia un edificio de 114 metros de altura junto a la Torre Hilton, tras adjudicarse la parcela entonces perteneciente a Sareb. Tras esto, tres despachos de arquitectos de renombre compitieron por el diseño del edificio: Carlos Lamela, autor de obras como las terminales T-4 y T-4S del Aeropuerto de Madrid-Barajas, Ricardo Bofill, autor del edificio W Barcelona y Fran Silvestre, autor de la Torre Eólica. Finalmente Ricardo Bofill ganó el concurso.
En febrero de 2020 la promotora obtuvo la licencia de obras, habiendo vendido la mitad de las viviendas y su construcción comenzó a finales de abril de ese mismo año.
El edificio fue finalizado en 2023.

## Situación
La torre se sitúa en el noroeste de la ciudad, en la Avenida de les Corts Valencianes cerca de las estaciones de Metrovalencia de Beniferri y Palau de Congressos, frente a la Torre Hilton y cerca del Palacio de Congresos y del Nuevo Mestalla.

## Galería

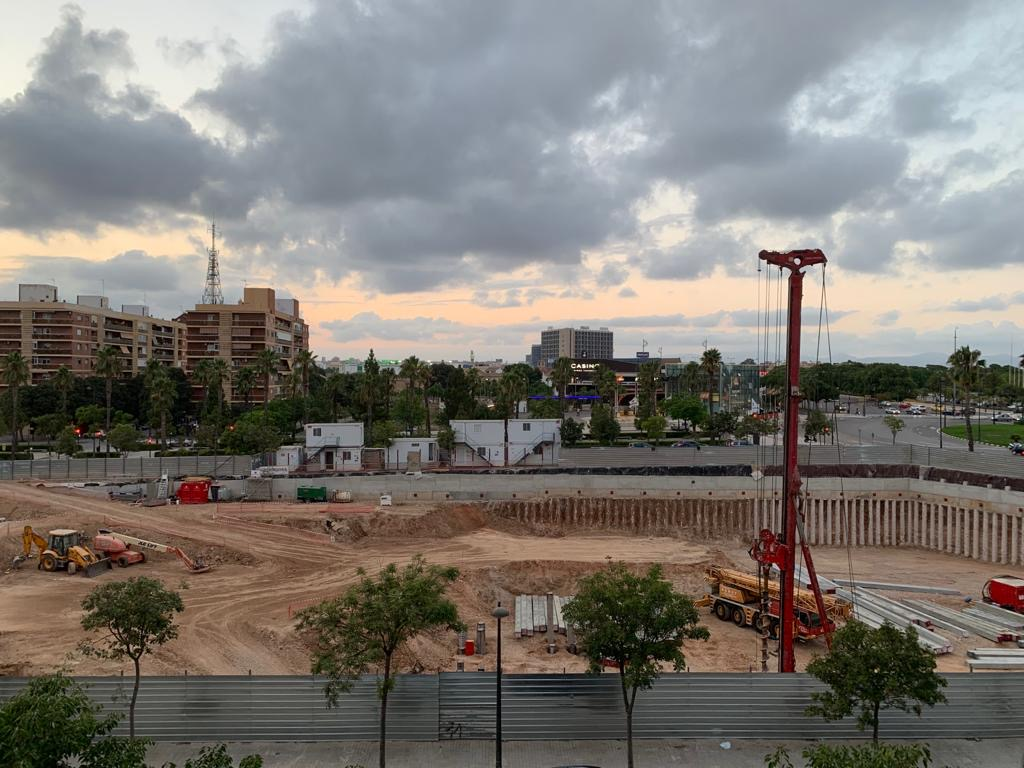
Construcción de la torre en agosto de 2020.
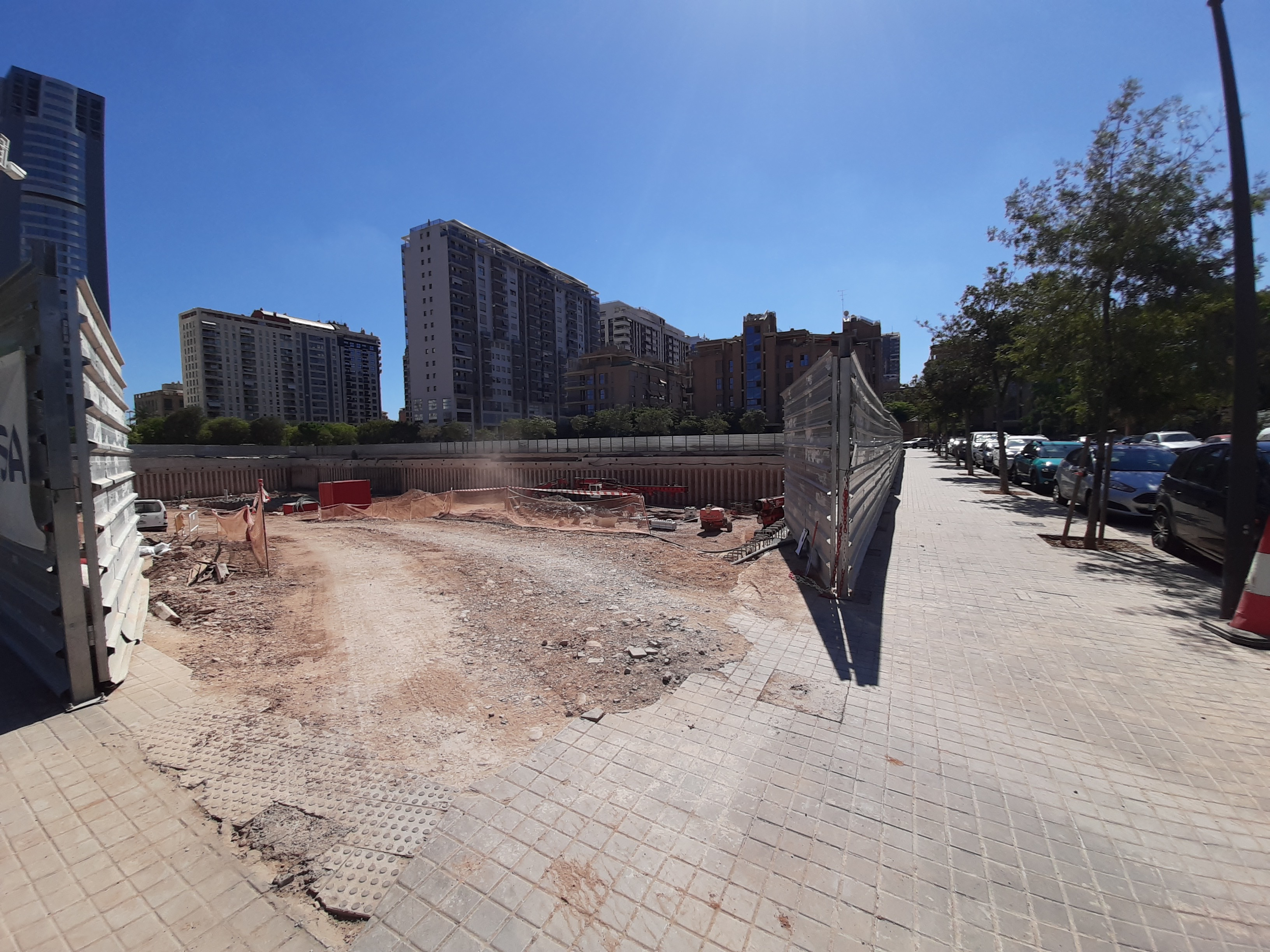
Entrada de camiones a la obra.
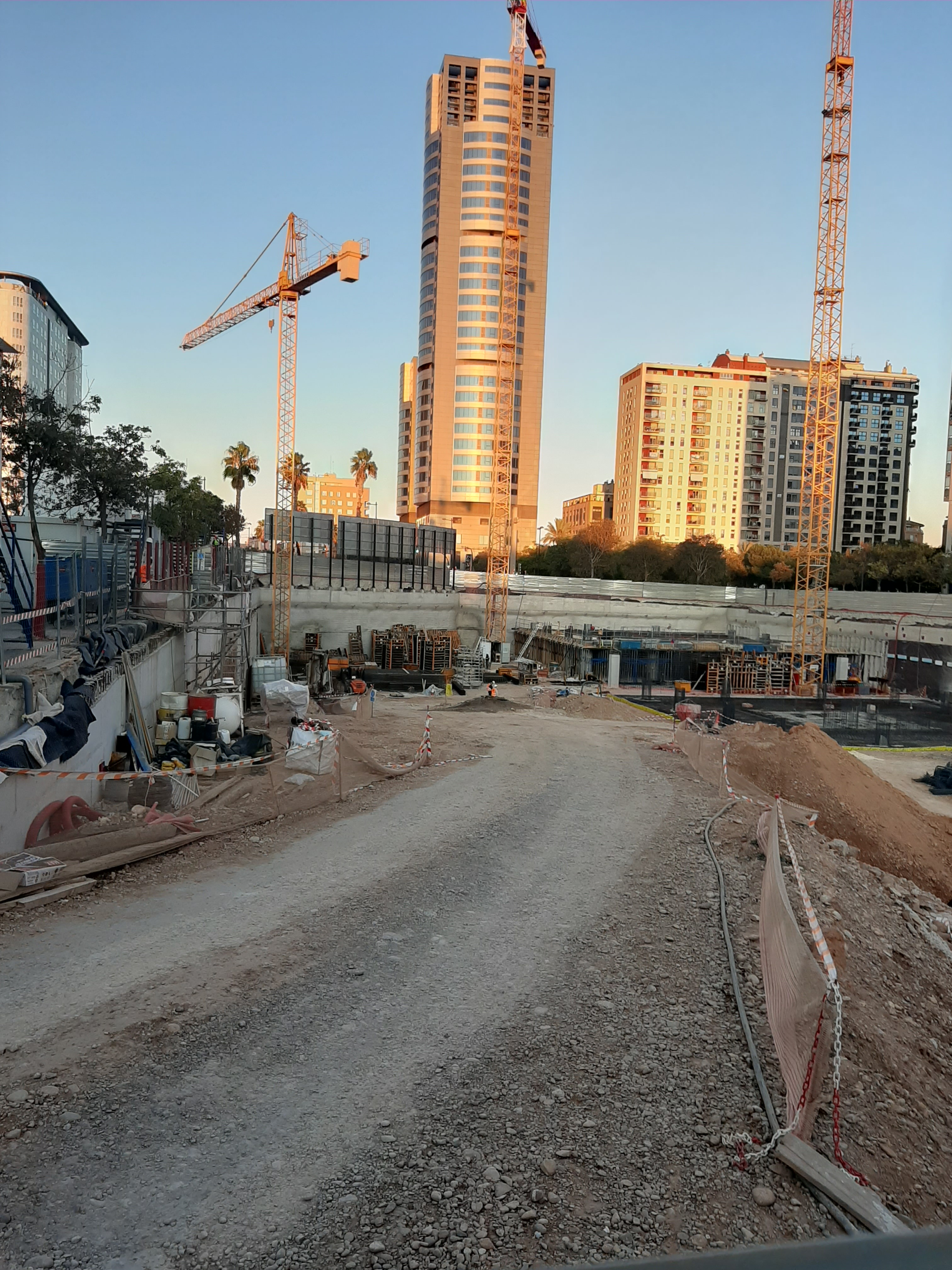
Cimentación en octubre de 2020
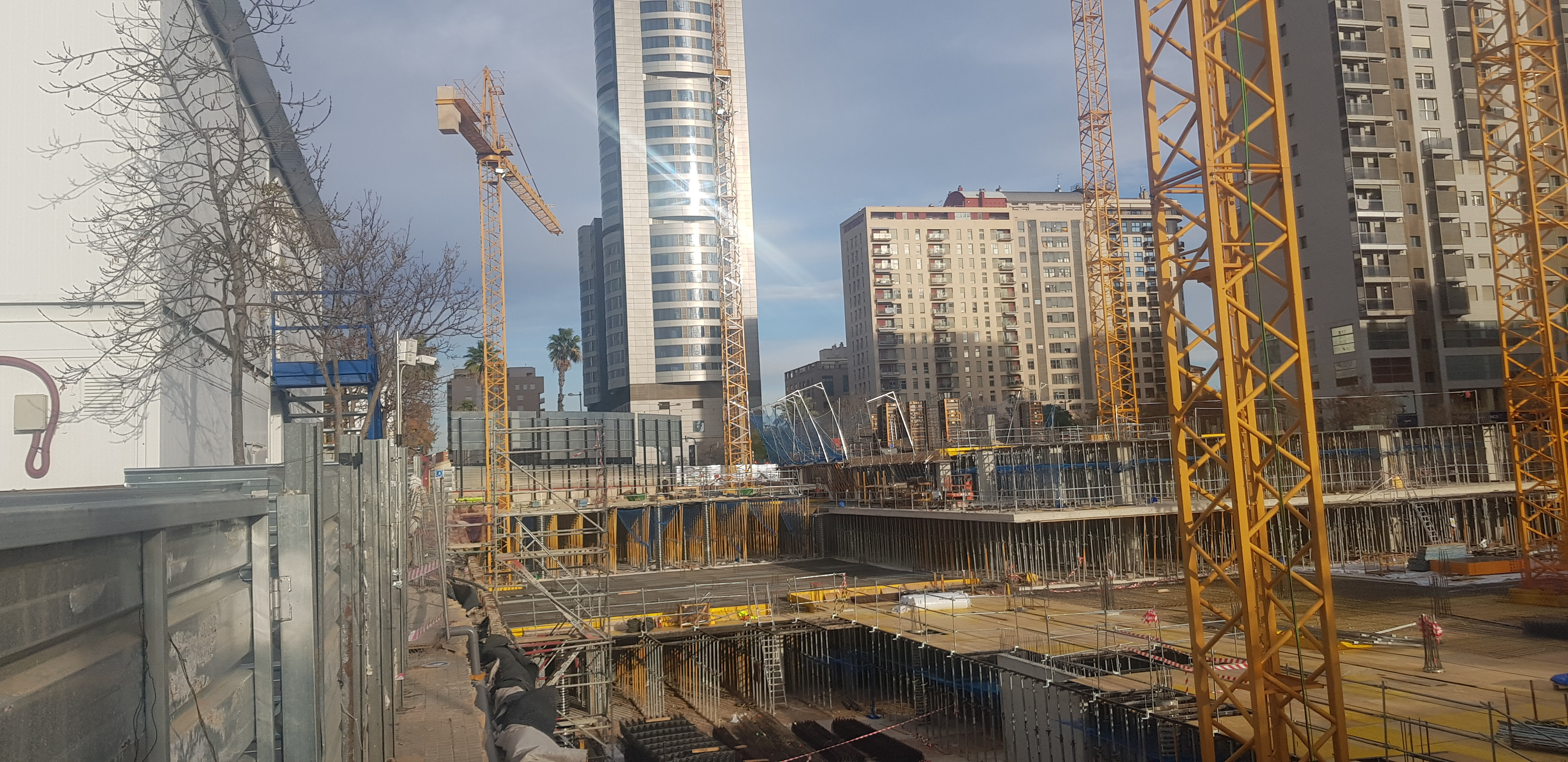
Cimentación en diciembre de 2020
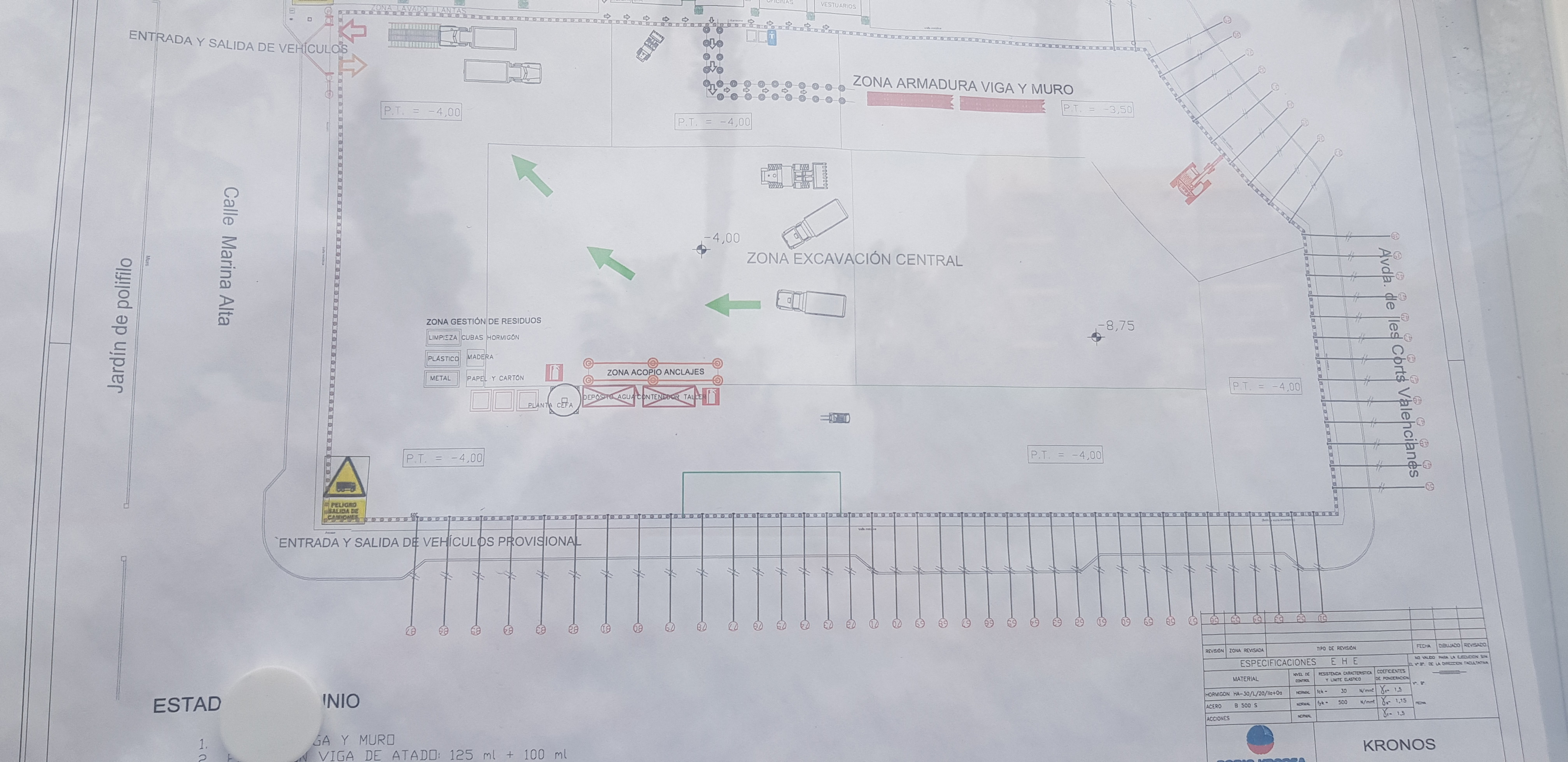
Plano y organización de la cimentación de la torre